# 水谷広実
水谷 広実（みずたに ひろみ、1975年1月17日 - ）は、日本の作曲家、編曲家。愛知県出身。Stargarnet Music所属。

## 略歴
大学卒業後、上京。作曲を高梨康治に師事し、ドラマやアニメ、映画、ゲームのサウンドトラック、テレビ番組テーマソング等を手がける。高梨が主宰する音楽制作集団「Team-MAX」のメンバーを経て独立後
、株式会社Stargarnet Musicを設立。

## 主な作品

### 映画
2010年
- 劇場版 NARUTO -ナルト- そよかぜ伝 ナルトと魔神と3つのお願いだってばよ!! (藤澤健至と共同)

2011年
- 炎の中忍試験!ナルトVS木ノ葉丸!! (藤澤健至と共同)
- トリコ 3D 開幕!グルメアドベンチャー!!

2012年
- 人生、いろどり

2013年
- 劇場版 トリコ 美食神の超食宝

2016年
- ポッピンQ (片山修志と共同)

2018年
- 劇場版 のんのんびより ばけーしょん

2020年
- 祭りの後は祭りの前

2022年
- TELL ME 〜hideと見た景色〜

### アニメ
2004年
- OVA アンジェリーク

2005年
- 地獄少女 (TOKYO MX/毎日放送)（高梨康治と共同）

2006年
- ぽかぽか森のラスカル （高梨康治と共同）
- 地獄少女 二籠 (TOKYO MX/毎日放送) （高梨康治と共同）
- ヤマトナデシコ七変化♥ (TX系) （高梨康治と共同）

2007年
- ながされて藍蘭島 (TX系)

2008年
- ヒャッコ (TX系) (つんく、高梨康治、藤澤健至 と共同)
- 地獄少女 三鼎 (TOKYO MX/毎日放送)(高梨康治、藤澤健至 と共同)

2009年
- こんにちは アン 〜Before Green Gables (BSフジ) (高梨康治、藤澤健至 と共同)

2011年
- Rio RainbowGate! (TOKYO MX)(梅堀淳と共同)
- トリコ (2011年 - 2014年、フジテレビ)

2013年
- 神さまのいない日曜日 (TOKYO MX)
- のんのんびより (TX系)

2014年
- オレん家のフロ事情 (BS11)

2015年
- のんのんびより りぴーと (TX系)
- 俺がお嬢様学校に「庶民サンプル」としてゲッツされた件

2016年
- 田中くんはいつもけだるげ

2017年
- 武装少女マキャヴェリズム
- アクションヒロイン チアフルーツ
- 少年アシベ GO! GO! ゴマちゃん (NHK Eテレ)（加藤賢二と共同、第38話以降より）

2019年
- 超人高校生たちは異世界でも余裕で生き抜くようです!

2021年
- 弱キャラ友崎くん
- のんのんびより のんすとっぷ
- ワッチャプリマジ!

2022年
- 継母の連れ子が元カノだった

2024年
- 弱キャラ友崎くん 2nd STAGE

2025年
- 日々は過ぎれど飯うまし

### ドラマ
2003年
- フューチャーガールズ (東海テレビ)

2004年
- ほんとにあった怖い話 (フジテレビ)

2005年
- unplugged 主題歌(フジテレビ)

2007年
- しゃばけシリーズ第1弾「しゃばけ」(フジテレビ) （高梨康治と共同）
- ドリーム☆アゲイン (日本テレビ)
- 生徒諸君! (朝日放送)（柳田しゆ、コーニッシュと共同）

2008年
- しゃばけシリーズ第2弾「うそうそ」(フジテレビ) （高梨康治と共同）

2009年
- 金曜プレステージ 木枯らし紋次郎 (フジテレビ)

2019年
- 博多弁の女の子はかわいいと思いませんか？ (福岡放送、Hulu)

### 舞台
- 劇団ヘロヘロQカムパニー
  - 2005年 - 第14回公演 『燃えろ!戦国退魔伝～メラメラ☆ギューン～』BGM
  - 2006年 - 第15回公演 『闘え!クロスダイバー!!～改造され果てて･･･～』 BGM
  - 2006年 - 第16回公演 『SYU-RA　煉～生キルカ死ヌカ～』 BGM
  - 2007年 - 第17回公演 『燃えてサムライ～FINAL BURST～』 BGM
  - 2007年 - 第18回公演 『異人たちとの夏』 BGM
  - 2008年 - 第20回公演 『八つ墓村』 BGM
  - 2009年 - 第21回公演 『ウマいよ！地球防衛ランチ～残さず食べてね～』 BGM
  - 2009年 - 第22回公演 『カラクリ雪之JOE変化』 BGM
  - 2010年 - 第24回公演 『悪魔が来りて笛を吹く』 BGM
  - 2010年 - ANIMATE presents 『究極！アニメ店長DECADE〜頂上決戦!!!兄沢VSブラックアニメイト！ 集結9人の戦士〜』 BGM 作編曲
  - 2011年 - 第25回公演 『魔界転生』 メインテーマ・BGM

### ゲーム
2005年
- Zill O’ll ～infinite～ (PS2)

2009年
- 勇者30 (PSP) (複数の作曲家と共同)

2012年
- AVABEL ONLINE』
- 鬼武者Soul (ブラウザゲーム) (高梨康治、茂戸藤浩司、藤澤健至と共同)

2014年
- ジェイスターズ ビクトリーバーサス (PS3、PS Vita) (高梨康治、藤澤健至、片山修志、加藤賢二と共同)
- アイドルクロニクル (iOS) (片山修志、加藤賢二、ZUNTATA(小塩広和)と共同)

2019年
- スーパーロボット大戦T (PS4、Switch) (堀田星司、加藤賢二、沢頭たかし、有馬孝哲、杉本洋祐、中嶋譲治、山本律子と共同)
- JUMP FORCE (PS4、Xbox One) (有馬孝哲、Zac Zinger、Chad Seiter、Alex Ruger、Jonne Valtonen、岸利至と共同)

### アーティスト
- なまず
  - 2003年 - 「RASHIKU」 編曲
  - 2003年 - 「坂道」 編曲
  - 2004年 - 「レイン/つばめ」 編曲
- カノン
  - 2004年 - album 『Hymn of Grace』 編曲
- ウ・ソンミン
  - 2005年 - 「封印」 編曲
- 奥井雅美
  - 2010年 - 「下弦の月」 作編曲
- REMI
  - 2013年 - album『Fairy Dance』 編曲

### アニメ関連曲
2005年
- ふしぎ星の☆ふたご姫 挿入歌 『パラダイスプリンセス』 作曲
- アイシールド21 キャラクターソングシングル　SONG　FIELD2 『二人の意味』 作編曲

2006年
- アイシールド21 キャラクターソングシングル　SONG　FIELD4 『Make my way』 作編曲
- 吉永さん家のガーゴイル ED 『愛においで 逢いにおいで』 編曲
- 最遊記RELOAD GUNLOCK VOCAL ALBUM VOLUME TWO 『Rain』　作曲

2009年
- OVA「瀬戸の花嫁 OVA 義」 挿入歌 『楽しい詩』　作編曲
- エクリップス(「バスカッシュ!」アイドルユニット) album「アイドル・アタック」 『流星』編曲
- フレッシュプリキュア!ボーカルアルバム1～太陽の子供たちへ～『Special Thanks』編曲
- そらのおとしもの ED『そばにいられるだけで』 編曲
- 真・恋姫†無双 OP『闘艶結義〜トウエンノチカイ〜』 編曲

2010年
- 遙かなる時空の中で ヴォーカル・コンプリートBOX 『飛翔のとき』 作編曲
- 遙かなる時空の中で3～終わりなき運命～ヴォーカル集 永訣の桜月 『常盤の月』作編曲
- FAIRY TAIL キャラクターソングコレクションVol.2 ルーシィ&ハッピー『ハッピーディ』 編曲
- ハートキャッチプリキュア! 挿入歌『つ.ぼ.み〜Future Flower〜/スペシャル*カラフル』編曲
- 真・恋姫†無双 キャラクターヴォーカルアルバム ｢真・恋姫†無双 歌将大乱｣『夜明け前』作編曲
- そらのおとしものf ED『帰るから』 編曲
- 遙かなる時空の中で 10周年記念 Vol.4 地の八葉『初雪ものがたり』、『朔風駆ける丘に立ち』 作編曲

2011年
- スイートプリキュア♪ボーカルアルバム(1)とどけ！愛と希望のシンフォニー『たいせつなもの』 編曲
- 星空へ架かる橋 ED 『Water LiLy』　編曲

2012年
- ココロコネクト DVD版OP『キモチシグナル』、OP(カコランダム、ミチランダム)『キミリズム』、挿入歌『ミルクセーキ』作編曲
- ヴォーカル集 遙かなる時空の中で5〜白妙の恋唄〜2『永遠に降る雪』、『天空の糸～光芒～』作編曲

### CM音楽
- 2004年 - 着メロサイト『すごメロ』作編曲

### その他
2006年
- album CD『さくら＊桜＊サクラ QUARTET’S ARRANGEMENTS』2nd Track /チェリー　編曲

2009年
- ドラマCD『ハイガクラ』 BGM

2011年
- CR地獄少女 挿入歌『願いの灯　祈りの音』 作編曲

2012年
- ドラマCD『ヒカルが地球にいたころ……』 BGM

2020年
- 関智一公式YouTubeチャンネル「セキトモランド」 BGM